# Omutinszkojei járás

Az Omutinszkojei járás a Tyumenyi területen

Az Omutinszkojei járás (oroszul Омутинский район) Oroszország egyik járása a Tyumenyi területen. Székhelye Omutinszkoje.

## Népesség
- 1989-ben 24 279 lakosa volt.
- 2002-ben 20 913 lakosa volt, melyből 18 973 orosz, 578 kazah, 470 német, 196 ukrán, 159 csuvas, 89 örmény, 89 tatár, 73 udmurt, 45 azeri stb.
- 2010-ben 19 608 lakosa volt, melyből 17 605 orosz, 612 kazah, 318 német, 126 ukrán, 119 csuvas, 76 tatár, 74 örmény, 64 azeri stb.